# Isola di Bergeggi
L'Isola di Bergeggi o di Sant'Eugenio (Insula Liguriae in latino) è un isolotto situato nei pressi della costa ligure, nella Riviera di Ponente, di fronte al comune di Bergeggi. L'estremità del piccolo promontorio di Punta Predani dista dall'isola circa 280 metri.

## Ambiente
L'isola, che fa parte della Riserva naturale regionale di Bergeggi, ha una costa rocciosa medio-alta, che si erge sul mare fino a 53 metri di altezza.
L'ambiente naturale include frammenti di macchia mediterranea. Sulle rocce bagnate dalle onde si trovano il finocchio di mare e il Limonium cordatum, oltre ad altre specie quali la Campanula sabatia e l'Euphorbia dendroides.
Anche i fondali attorno all'isola hanno delle caratteristiche molto positive dal punto di vista biologico.
Per questo motivo la zona di mare intorno all'isola è un'area marina protetta (area marina protetta Isola di Bergeggi) dal 2007.

## Storia, religione e folklore

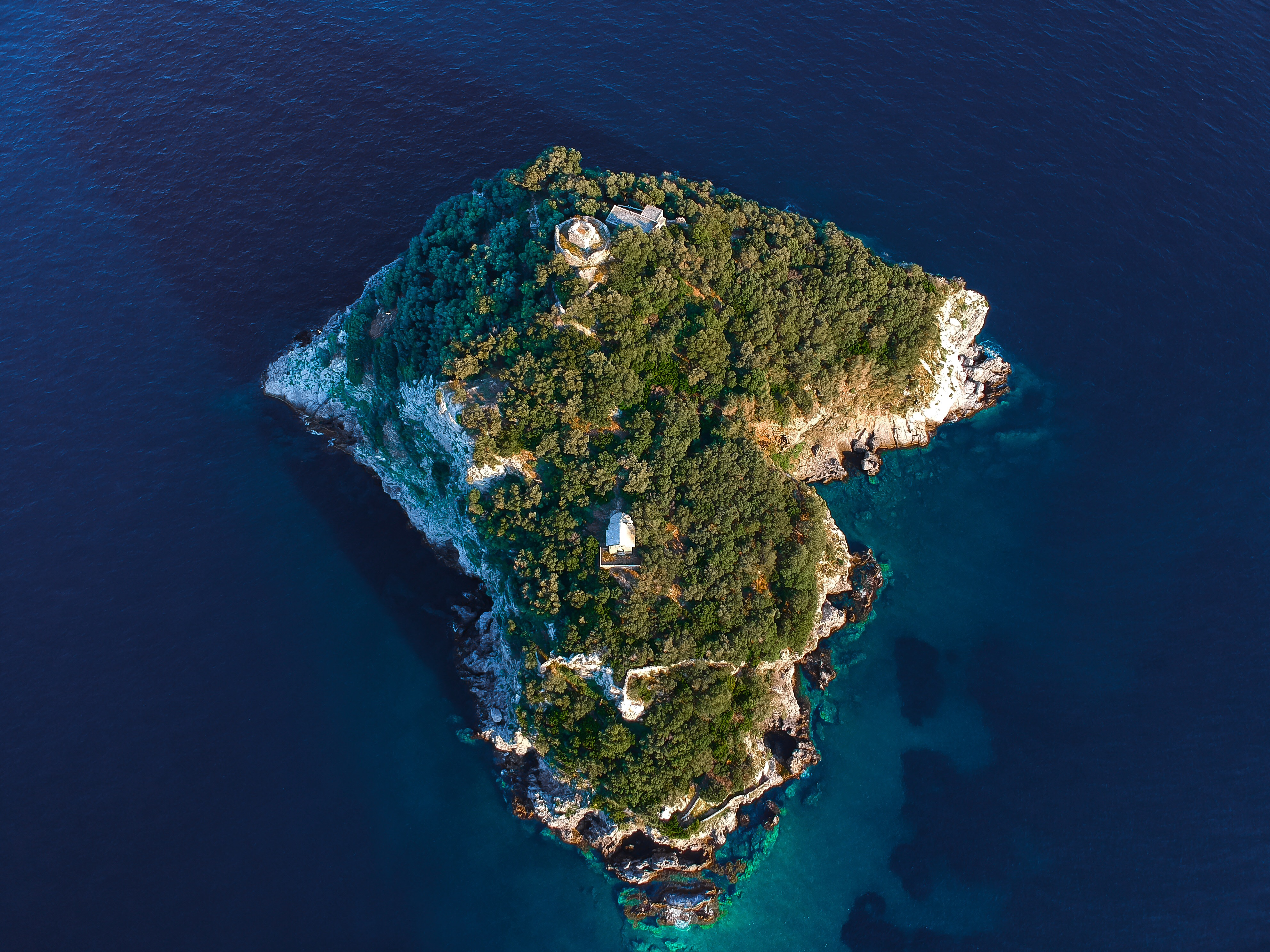
Vista aerea dell'Isola di Bergeggi. Sono ben visibili le rovine della torre e la chiesa di Sant'Eugenio

Sull'isola ci sono segni di insediamento di popolazioni liguri di epoca pre-romana. Sulla sommità ci sono anche una torre di avvistamento a base circolare e i resti di una chiesa del IV secolo dedicata al santo Eugenio, di origine africana. L'isolotto è stato infatti noto anche come "Isola di Sant'Eugenio". Nel corso dei secoli, e a seconda di chi abitava nei borghi vicini, è stato chiamato come "Isoletta di Liguria", "Isola di Spotorno", "Isola di Noli", "Isola di Vado" e, nome che ha poi prevalso, "Isola di Bergeggi".

### La torre
Chiamata in epoca romana Insula Liguriae, probabilmente era un approdo lungo la rotta di navigazione che da Ponente andava al porto di Vada Sabatia; questa possibilità sembra confermata dai ruderi di una torre circolare, da molti studiosi interpretata come un faro di segnalazione del vicino centro vadese. La precisa natura del faro è in ogni caso fonte di dibattito, in quanto la struttura è generalmente indicata come tardo antica. La struttura non è stata ancora indagata in via archeologica.
La torre è costituita da tre corpi distinti: un recinto triangolare, in piccole pietre regolari disposte su filari orizzontali, una struttura circolare, interna al recinto, in opus quadratum, fondata sulla roccia ed infine da una costruzione a pianta quadrata, di epoca medievale, impostata sulla più antica torre circolare, costituita da grossi blocchi di pietra, alcuni di evidente reimpiego e probabilmente recuperati nel sottostante pianoro di Nord-Est dove si trovano i resti della chiesetta paleocristiana.

### Il monastero di sant'Eugenio
Una leggenda, popolare tra gli abitanti del vicino comune di Noli, narra che l'isola stessa sia arrivata di fronte alla costa ligure "traghettando" su di sé i santi Eugenio e Vendemiale, che fuggivano dalle persecuzioni dei Vandali. Sant'Eugenio era il vescovo di Cartagine e rimase sull'isola fino alla sua morte, mentre Vendemiale ripartì per la Corsica. Le spoglie di sant'Eugenio vennero traslate a Noli, dove divenne il patrono della città. La leggenda vuole che alcuni anni dopo le spoglie del santo sarebbero ritornate da sole sull'isola.
A confermare la nascita di un culto attorno al sepolcro del santo, rimane la chiesa a navata unica del V-VI secolo fondata da monaci eremiti. Essa è fondata su un piano roccioso a picco sul mare, oggi poco riconoscibile in quanto immerso nella vegetazione e per il progressivo smantellamento dei resti murari di età medievale per la produzione di materiali da costruzione. Tutt'oggi si sono conservate alcune sepolture nella zona meridionale della chiesa, in cui sono state trovate anfore a pareti costate di fattura mediorientale, che confermano la datazione della chiesa.
La nuova chiesa monastica di sant'Eugenio, sempre in onore del santo, fondata in seguito da monaci cenobiti è già esistente e documentata il 3 marzo 992, quando il vescovo di Savona Bernardo dota il cenobio donandolo ai monaci dell'abbazia di Lerino, perché ne custodissero i resti mortali e ne costruissero il monastero accanto alla chiesa. Al nuovo cenobio sono attribuite oltre l'isola anche l'antico feudo di Bergeggi con varie rendite e proprietà, alle dipendenze inoltre vi è il feudo di Altare e l'antica parrocchiale di sant'Eugenio, la chiesa parrocchiale di Sant'Ermete nella frazione di Sant'Ermete di Vado Ligure ed il monastero di S. Spirito in Zinola di Savona.
I ruderi della prima chiesa paleocristiana e del complesso della chiesa e del monastero di sant'Eugenio sono tuttora visibili. Nel 1162, durante il suo esilio francese, papa Alessandro III visitò l'isola e celebrò la solenne messa di Pasqua nella piccola abbazia. Nel 1252 con la bolla pontificia di Innocenzo IV il monastero fu soppresso ed assieme all'isola vennero inglobati nei territori della Repubblica di Noli e della Diocesi di Noli. Le spoglie di sant'Eugenio vennero quindi traslate definitivamente a Noli e custodite nella chiesa di San Paragorio. Ogni anno, il 12 luglio, in occasione della ricorrenza di Sant'Eugenio, una processione di barche parte da Noli ed approda sull'isola portando le spoglie del santo.
Nel corso dei secoli l'isola ha avuto diversi proprietari, tra cui, nei primi anni del XX secolo, l'avvocato Alessandro Millelire Albini, uomo politico e consigliere di amministrazione della Ansaldo. In tempi più recenti sull'isola è stata costruita una villa privata, che però giace in stato di abbandono. Nel 1958 sulla punta occidentale è stata collocata una scultura in ferro saldato raffigurante un uomo seduto che suona il clarinetto, opera dell'artista siciliano Giuseppe Consoli, che ha vissuto in Liguria alla fine degli anni '50. La statua, nota con il nome di pifferaio, secondo alcuni rappresenta un pastore che richiama una capretta che si trova sui giardini del promontorio prospiciente all'isola nella frazione di Torre del Mare, denominato Torre d'Ere. Infatti, all'interno del grande condominio costruito nella parte più alta di Via Torre d'Ere, vi è un ampio giardino dove è effettivamente presente una scultura, anch'essa in ferro, raffigurante una capretta stilizzata a grandezza naturale.

## Criticità ambientali
Attualmente la situazione dell'isola è instabile. La popolazione di gabbiani è aumentata spropositatamente, riflettendosi sulle caratteristiche chimico-fisiche del suolo e quindi sulla flora dell'isola. Partendo da dati storici del 1907, si è potuto constatare che la biodiversità floristica ha subito una notevole perdita di oltre il 60%.

## Galleria d'immagini

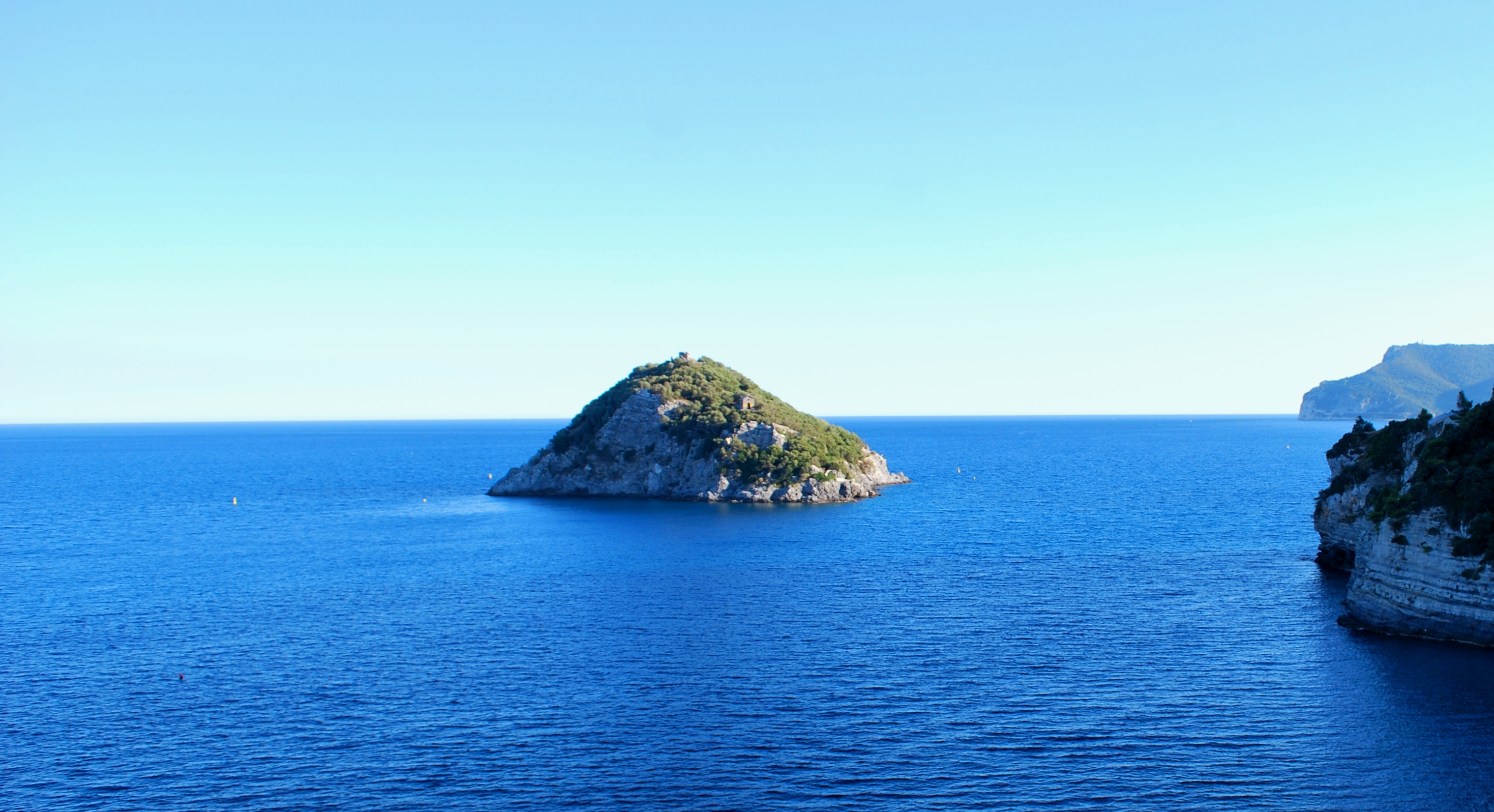
Visuale
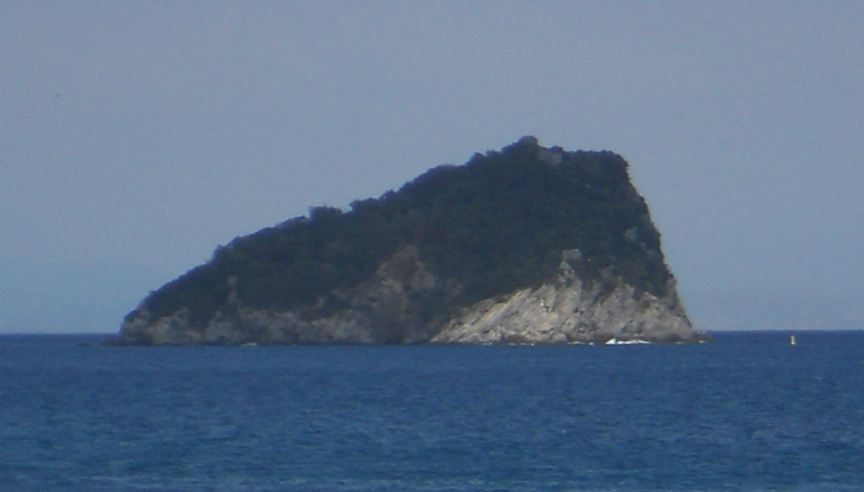
Visuale
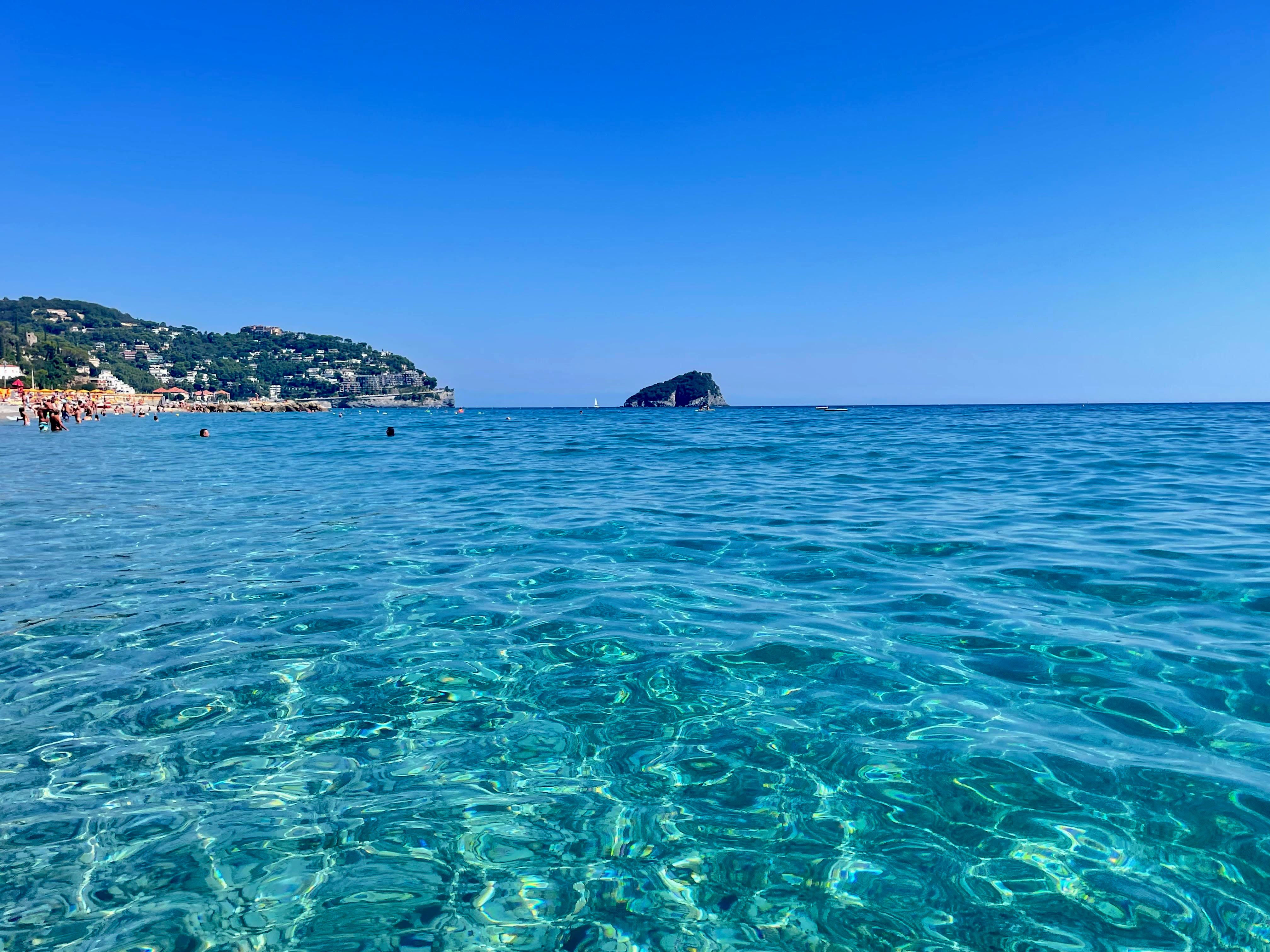
Veduta dell'isola dalla spiaggia di Spotorno
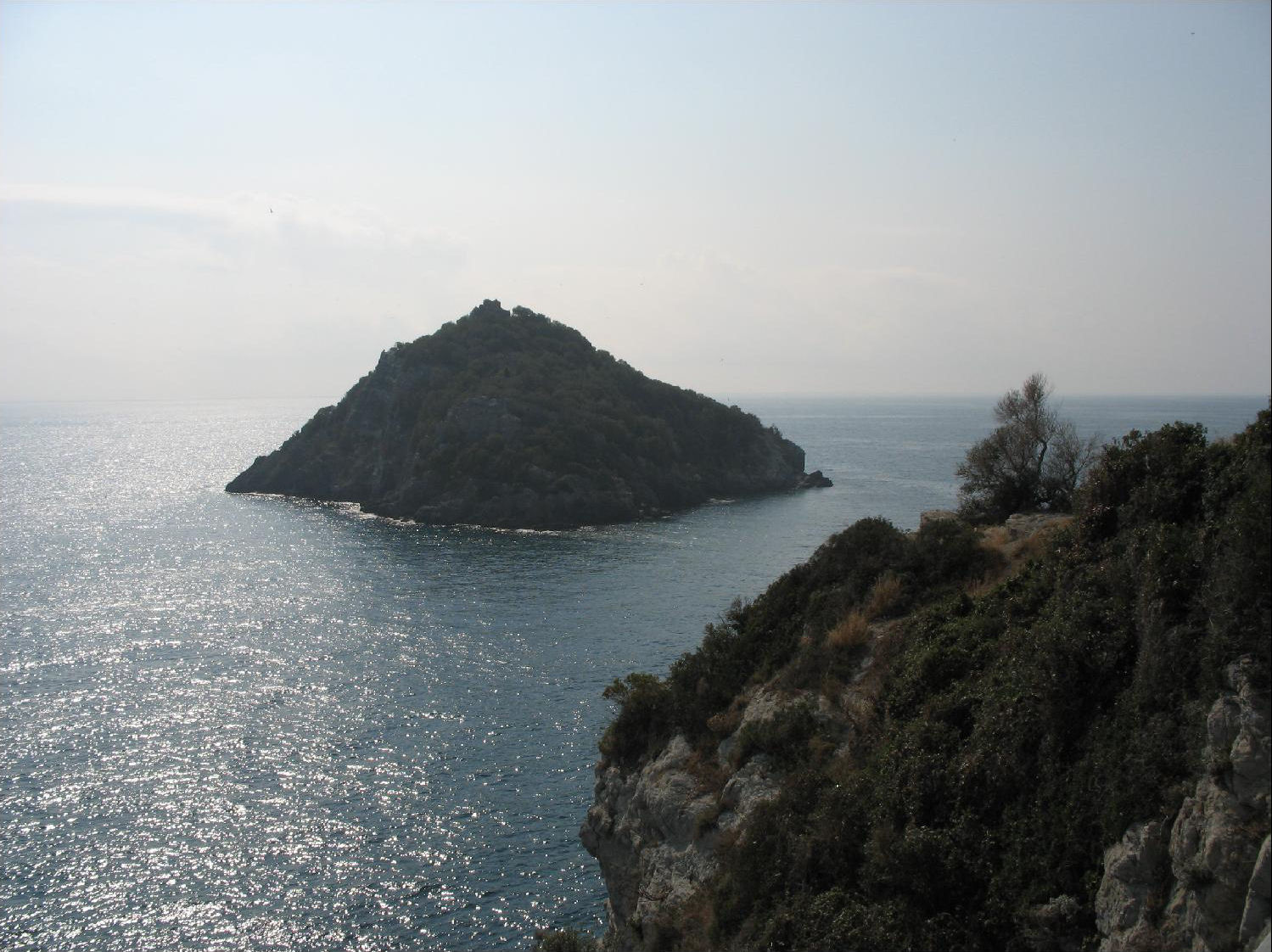
L'isola di fronte a Punta Predani
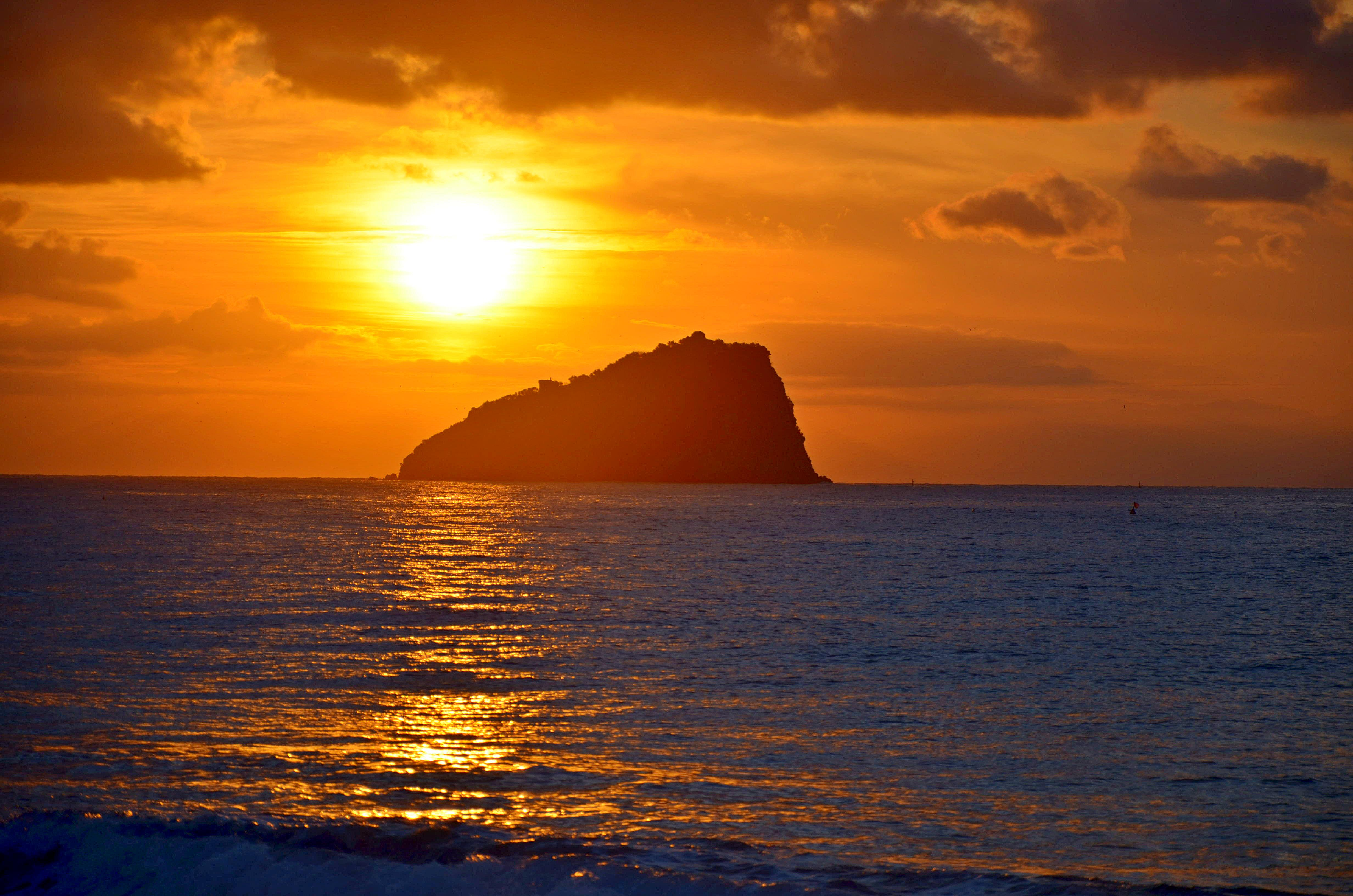
L'isola all'alba